# Riley Otto
Riley Otto (ur. 19 stycznia 1992) – kanadyjski zapaśnik walczy w stylu wolnym. Brązowy medalista mistrzostw panamerykańskich w 2013. Srebrny medal na igrzyskach frankofońskich w 2013 roku. Zawodnik University of Western Ontario.